# Dècada del 10 aC
La dècada del 10 aC comprèn el període que va des de l'1 de gener del 19 aC fins al 31 de desembre del 10 aC.

## Personatges destacats
- August, emperador romà (27 aC-14).
- Marc Vipsani Agripa (63 aC-12 aC), militar i polític romà.